# Oscar e Lucinda
Oscar e Lucinda (em inglês:  Oscar and Lucinda) é um filme britano-australo-estadunidense de 1997, dos gêneros drama e romance, dirigido por Gillian Armstrong. O roteiro é baseado em livro de mesmo nome de Peter Carey.

## Sinopse
Na Austrália do século XIX, o pastor anglicano Oscar Hopkins, jogador compulsivo, encontra sua alma gêmea. Ela é Lucinda Leplastrier, herdeira de uma imensa fortuna e também viciada em jogo. Sonhadores e apaixonados, os dois, que não se encaixam nos moldes da moral vitoriana da época, fazem uma aposta que mudará para sempre suas vidas.

## Elenco
- Ralph Fiennes
  - Oscar Hopkins
- Cate Blanchett
  - Lucinda Leplastrier
- Ciarán Hinds
  - Reverend Dennis Hasset (como Ciaran Hinds)
- Tom Wilkinson
  - Hugh Stratton
- Richard Roxburgh
  - Mr. Jeffries
- Clive Russell
  - Theophilus
- Bille Brown
  - Percy Smith
- Josephine Byrnes
  - Miriam Chadwick
- Barnaby Kay
  - Wardley-Fish
- Barry Otto
  - Jimmy D'Abbs
- Linda Bassett
  - Betty Stratton
- Geoffrey Rush
  - Narrador (voz)
- Polly Cheshire
  - Young Lucinda
- Gillian Jones
  - Elizabeth Leplastrier
- Robert Menzies
  - Abel Leplastrier